# 케이플러스
케이플러스(영어: KPLUS)는 대한민국의 모델 매니지먼트 전문기업이다.

## 연혁
- 2008년 창립 - 전신은 K플러스(K PLUS)로, 고은경이 2008년 설립했다. 이후, 전문패션쇼 기획, 방송 광고 잡지 출연, 해외 진출 등 모델 매니지먼트, 프로 모델 양성 등을 주요 업무로 하고 있다.
- 2014년 2월 - YG엔터테인먼트는 모델 컴퍼니 K플러스와 전략적 제휴 및 지분 투자계약을 체결했다.[1]
- 2014년 6월 - YG엔터테인먼트의 소속 배우 차승원은 케이플러스와 함께 모델 출신의 후배 양성을 위해, 2014년 7월 25일 오픈한 YG케이플러스 액터스쿨의 연기반을 총괄 담당하고 있다.[2] YG케이플러스 액터스쿨은 연기 외에 워킹, 포즈, 댄스, 뮤지컬 보컬 등의 프로그램으로 운영하고 있다.
- 2014년 9월 - 케이플러스는 YG엔터테인먼트와 합병, YG케이플러스로 상호를 변경하고 대중적인 모델 사업과 토탈이벤트 컴퍼니 사업을 진행할 것이라고 발표했다.[3][4]
- 2015년 7월 - 서울 압구정동에 위치한 YG케이플러스 모델 아카데미에 이어 부산, 경남 지역을 대상으로 한 'YG케이플러스 모델 아카데미 인 부산' 오픈하였다.[5]
- 2022년 - 초록뱀미디어가 지분 50%와 경영권을 인수하는 계약을 체결하면서 YG엔터테인먼트의 지배 능력이 상실되었다. 더불어 사명을 KPLUS로 변경했다.[6]

## 소속 모델

### 남성
- 강희
- 강동욱
- 강성진
- 강원재
- 고웅호
- 고유현
- 공도유
- 김기범
- 김보헌
- 김영
- 김영석
- 김영재
- 김예찬
- 김원
- 김재형
- 김제이
- 김준성
- 김지훈
- 김현우
- 김현재
- 김현진
- 나윤재
- 남궁담
- 남기광
- 노한울
- 도병욱
- 록희
- 문강혁
- 박경진
- 박관우
- 박병민
- 박예찬
- 박형섭
- 박홍
- 박휘수
- 방주호
- 백도현
- 서수원
- 서원
- 서홍석
- 성용록
- 손승모
- 손종빈
- 손현우
- 신민규
- 신용국
- 신재혁
- 신진경
- 아마르볼드
- 알렉스
- 오병직
- 우진경
- 우찬
- 유고
- 유제인
- 유준선
- 유현우
- 윤나겸
- 윤여민
- 윤준우
- 이규헌
- 이기택
- 이기현
- 이민학
- 이상효
- 이석빈
- 이석찬
- 이승찬
- 이준서
- 이준학
- 이지석
- 이채원
- 이태준
- 이태훈
- 이현욱
- 임동률
- 임후석
- 장원재
- 장태희
- 전영훈
- 정범종
- 정성준
- 정용수
- 정의성
- 정재현
- 정혁채
- 정현우
- 정효준
- 제이콥
- 조원정
- 조정흠
- 진성우
- 채정석
- 최연규
- 최창욱
- 최한빈
- 케빈
- 한승희
- 허창무
- 홍민석
- 홍범기
- 황윤재
- 휘황

### 여성
- 유지애
- 곽민소
- 길민소
- 김도현
- 김명진
- 김민성
- 김민지
- 김별
- 김사라
- 김새은
- 김설희
- 김수빈 (1993년생)
- 김수빈 (2000년 7월생)
- 김수빈 (2000년 12월생)
- 김지연
- 김혜아
- 김효경
- 김희연
- 남규희
- 노다빈
- 모토라 세리나
- 문강은
- 문영
- 문현주
- 민지안
- 박민지
- 박솔라
- 박수연
- 박수완
- 박예운
- 박채연
- 배윤영
- 서민주
- 서윤
- 서지연
- 서현
- 서누리
- 손지민
- 송지윤
- 신송림
- 신하영
- 신해남
- 신현이
- 안예원
- 양리라
- 엄예진
- 엘리스
- 여연희
- 오션
- 오혜지
- 원수정
- 유수빈
- 이도연
- 이루영
- 이서연
- 이수민
- 이수빈
- 이시은
- 이예은
- 이재이
- 이정현
- 이채원
- 이화
- 임다정
- 임윤지
- 장민서
- 장해민
- 전민옥
- 정지영
- 조민지
- 조영서
- 최연수
- 최영지
- 최유미
- 최윤영
- 티아나 톨스토이
- 하나령
- 한지영
- 허보미
- 현지은
- 혜박
- 홍남기
- 홍채현
- 황보

## 과거 소속 모델

### 여성
- 지이수
- 스테파니 리
- 전수진

### 남성
- 이후림
- 변우석
- 남주혁
- 최지오

## 기획·제작
- 2015년 네이버 캐스트 《우리 헤어졌어요》 - CJ E&M 디지털 스튜디오와 YG케이플러스, 메가몬스터 (구)스토리플랜트가 공동 기획한 웹드라마.
- 2015년 JTBC 《스테파니리의 컬러풀 라이프》 - YG케이플러스, JTBC가 공동 제작한 썸머 리얼리티 프로그램.(YGK+TV(유튜브)와 네이버 TV 캐스트를 통해 공개)